# ورزشگاه پالالیدو
مجموعه ورزشی آلی یانز که قبلاً با نام سالن لیدو اسپرت شناخته می‌شد، معمولاً به عنوان ورزشگاه پالالیدو شناخته می‌شود. این ورزشگاه یک میدان سرپوشیده چند منظوره است که در شهر ایتالیایی میلان، پایتخت لمباردی واقع شده‌است. کاربری اصلی این ورزشگاه برای میزبانی بازی‌های بسکتبال و والیبال است، اما می‌توان از آن برای میزبانی بازی‌های هندبال، تنیس، ژیمناستیک و کشتی هم استفاده کرد. این سالن در حال حاضر دارای گنجایش ۵۴۲۰ نفر برای رویدادهای ورزشی است. این سالن قرار است میزبان هاکی سورتمه روی یخ در پارالمپیک زمستانی ۲۰۲۶ باشد.

## تاریخچه
ورزشگاه پالالیدو در سال ۱۹۶۱ساخته شد. ظرفیت‌های صندلی این ورزشگاه در سال ۲۰۰۵ از ۳۵۰۰ صندلی به ۳۸۰۰ صندلی افزایش یافت. در سال ۲۰۱۱، بازسازی این سالن آغاز شد و سرانجام، در سال ۲۰۱۶، این سالن با ظرفیت جدید ۵۴۲۰ صندلی بازگشایی شد.
ورزشگاه پالالیدو مدتی ورزشگاه خانگی تیم بسکتبال المپیا میلانو بود.